# PGC 7121
LEDA/PGC 7121 ist eine Balken-Spiralgalaxie vom Hubble-Typ SBa im Sternbild Walfisch südlich der Ekliptik. Sie ist schätzungsweise 665 Millionen Lichtjahre vom Milchstraße entfernt und hat einen Durchmesser von etwa 100.000 Lichtjahren. 
Diese Galaxie wird häufig mit NGC 734 verwechselt.